# Stožecké sedlo

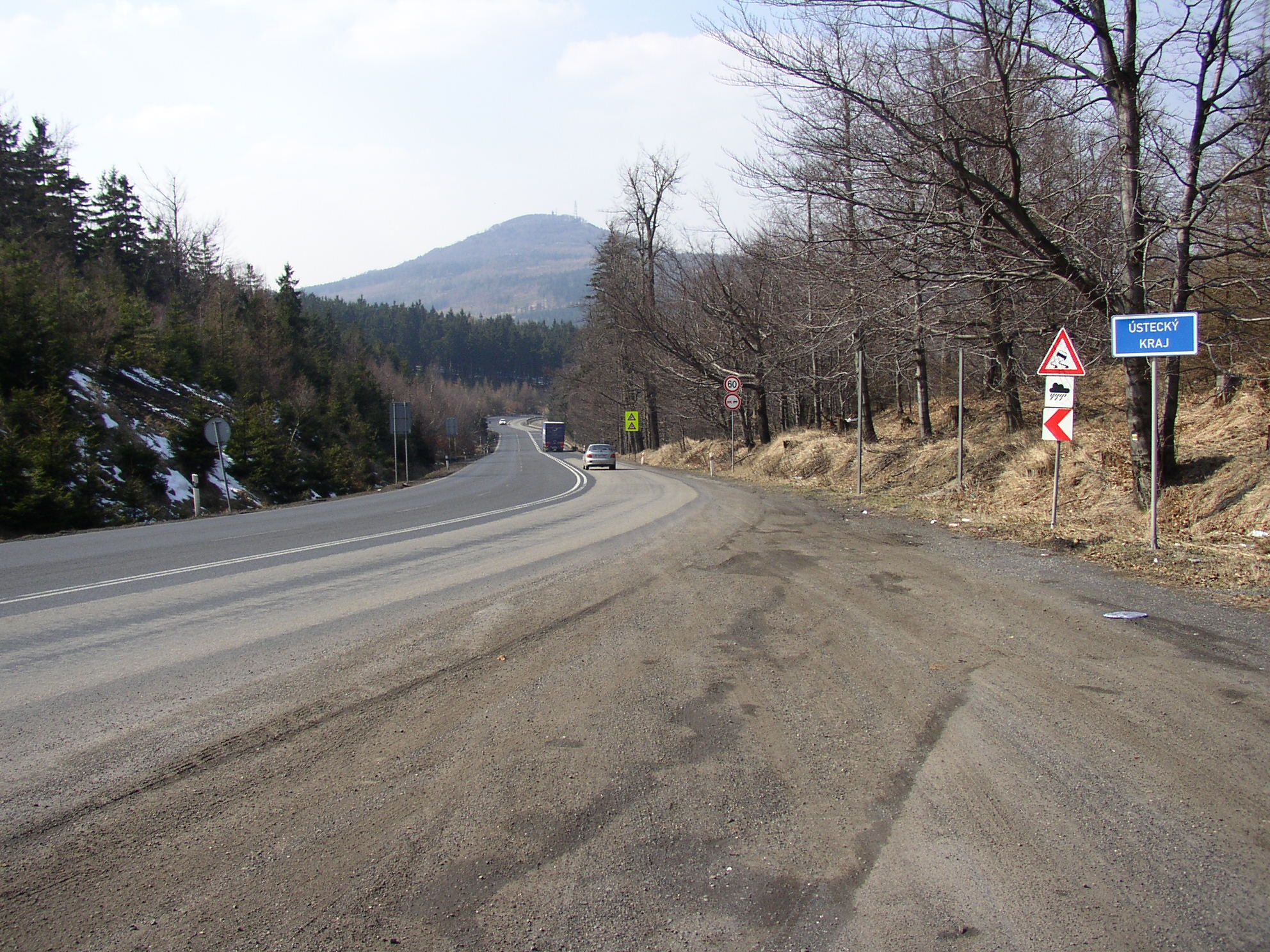
Przełęcz w głębi wzniesienie Jedlová

Stožecké sedlo  (niem. Schöbersattel) – przełęcz (602 m n.p.m.) w północnych Czechach.
Przełęcz położona jest w północnych Czechach w południowo-zachodniej części Gór Łużyckich po południowo-wschodniej stronie od wzniesienia Jedlová około 8 km na północ od miasta Nový Bor i około 3 km na północny wschód od miejscowości Kytlice.
Przełęcz stanowi rozległe, płytkie siodło o stromych zboczach i łagodnych podejściach, wcinające się w masyw grzbietu Gór Łużyckich, Jedlovski hřbet między wzniesieniami Pěnkavčí vrch (792 m n.p.m.) a Stožec (665 m n.p.m.). Przez przełęcz prowadzi droga nr I/9 łącząca Łużyce Dolne z Pragą. Otoczenie przełęczy porasta las regla dolnego z przewagą świerka.

## Historia
W 1805 roku przez przełęcz poprowadzono ważną drogę, która połączyła worek šluknovský z centrum Czech. W latach 1981–83 drogę zmodernizowano i poszerzono o trzeci pas ruchu. Poprzednio przez przełęcz prowadziły stare szlaki handlowe: "Stara Praska Droga " oraz "Droga drezdeńska". W przeszłości przełęcz stanowiła strategiczne połączenie z zamkiem na wzniesieniu Tolsztejn (czes. Tolštejn) położonym po północno-zachodniej stronie przełęczy.

## Turystyka
- Na przełęczy bezpośrednio przy drodze położony jest parking. Przełęcz stanowi punkt wyjściowy wycieczek w Góry Łużyckie.
- Przez przełęcz prowadzą szlaki turystyczne

 żółty prowadzący z miejscowości Malý Smernik do miejscowości Mařteniničky i dalej.
 niebieski – prowadzący z Dolní Podluží do wschodnich granic miasta Nový Bor.